# Telebasis selaopyge
Telebasis selaopyge är en trollsländeart som beskrevs av De Marmels 1989. Telebasis selaopyge ingår i släktet Telebasis och familjen dammflicksländor. Inga underarter finns listade i Catalogue of Life.